# Tasserkidrilus acapillatus
Tasserkidrilus acapillatus är en ringmaskart som beskrevs av Finogenova 1972. Tasserkidrilus acapillatus ingår i släktet Tasserkidrilus och familjen glattmaskar. Arten är reproducerande i Sverige. Inga underarter finns listade i Catalogue of Life.